# Station Brig
Station Brig (Duits: Bahnhof Brig) is een Zwitsers spoorwegstation in de gemeente Brig-Glis in het kanton Wallis. Het station is een knooppunt van verschillende belangrijke Zwitserse spoorwegassen. Het ligt op een hoogte van 671,7 m.ü.M.
Het station ligt in het noorden van Brig aan de zuidelijke linkeroever van de Rhône. De eerste spoorlijn naar Brig, afgewerkt in 1874, volgde de Rhônevallei vanuit het westen tot Brig vanwaar reizigers konden verder reizen over de Simplonpas. De eerste Simplontunnel, waarvan de noordelijke tunnelmond vlak naast het station van Brig is gelegen, opende, samen met het huidige stationsgebouw, in 1906 en leverde een verbinding met Italië, een tweede koker afgewerkt in 1922 verdubbelde de capaciteit. De Lötschbergtunnel, afgewerkt in 1913 leverde een verbinding met het noorden van Zwitserland en Bern op. 
Deze verbinding werd in 2007 gevoelig verbeterd met de ingebruikname van de Lötschberg-basistunnel. De oostelijke ontsluiting van de hogere Rhônevallei werd in 1915 gerealiseerd middels de gedeeltelijke aanleg van de spoorlijn Brig - Disentis die in 1925 werd voltooid. Toen ontstond de verbinding met de Rhätische Bahn en de doorsteek naar Graubünden. 
In 1930 werd de spoorlijn Brig - Zermatt gerealiseerd na verbinding van Brig met de reeds bestaande verbinding tussen Visp en Zermatt door aanleg van meterspoor naast de bestaande normaalspoorverbinding. Hierdoor kunnen bezoekers voor Zermatt die met de auto komen, deze hier achterlaten om hun reis met de trein te vervolgen, aangezien Zermatt geheel autovrij is. Andere mogelijkheden hiervoor zijn Visp of de grote parkeergarage (Matterhorn Terminal) in Täsch, vanwaar speciale pendeltreinen naar Zermatt gaan.

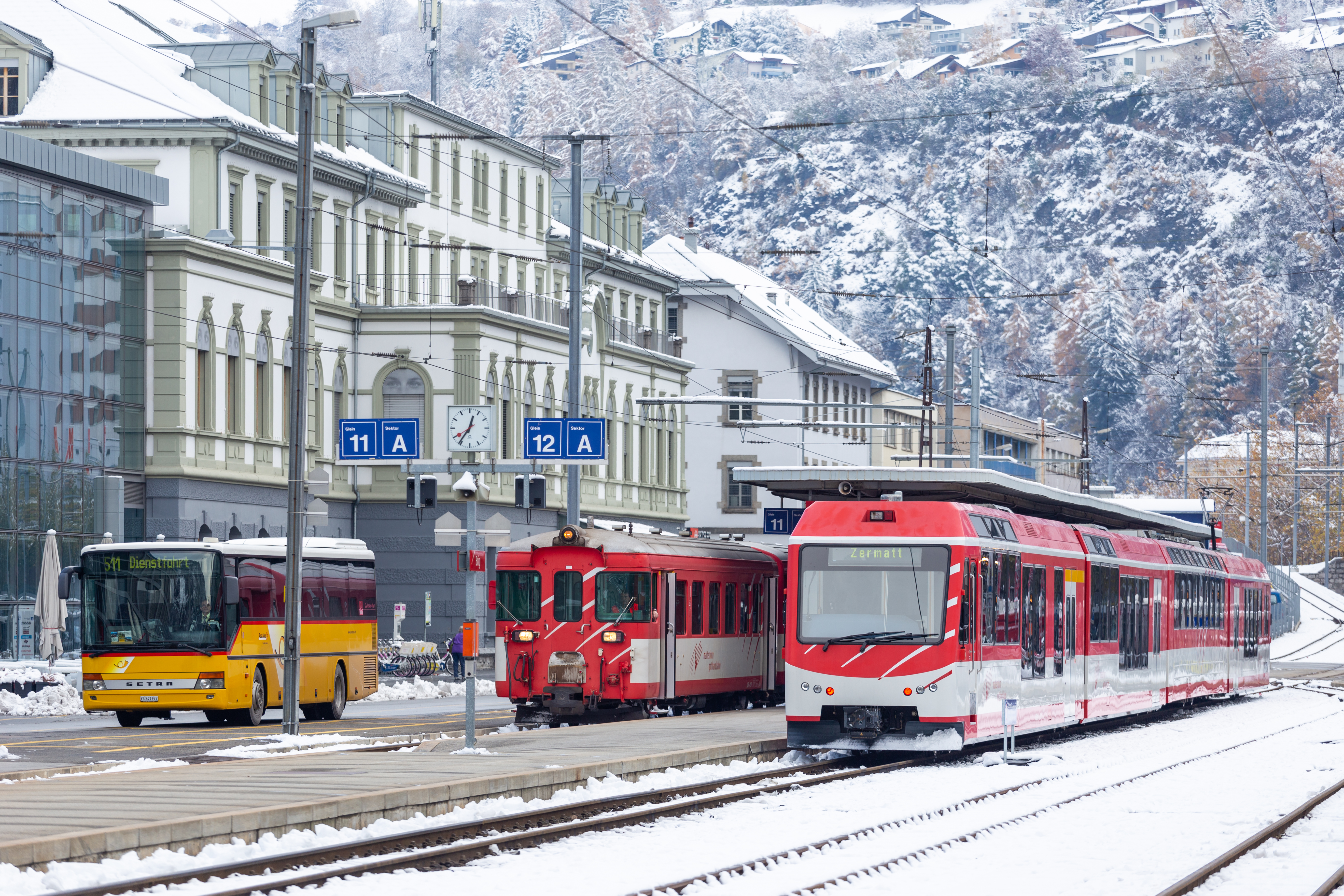
Brig stationsplein met treinen van de Matterhorn-Gotthard-Bahn

Het is een 11-sporig station. De SBB en BLS hebben zeven sporen in normaalspoor aan vier perrons voor de spoorlijnen Lausanne - Brig, Brig - Domodossola en Spiez - Brig. Aan het stationsplein liggen vier sporen voor de meterspoorverbindingen Brig - Disentis en Brig - Zermatt van de Matterhorn Gotthard Bahn. Het station is een grensstation voor de verbindingen met Italië.
Het station was of is een halte op bekende treintrajecten zoals de Simplon Express, de Cisalpin, de Vallese en de Glacier Express. De Cisalpino EuroCity Monte Rosa van Station Genève-Cornavin naar Milano Centrale houdt er halt.

## Treinverbindingen
| Serie | Treinsoort      | Route                                                                            | Bijzonderheden |
| ----- | --------------- | -------------------------------------------------------------------------------- | -------------- |
| IC 6  | Intercity (SBB) | Basel SBB – Olten – Bern – Thun – Brig                                           |                |
| IC 8  | Intercity (SBB) | Brig – Thun – Bern – Zürich HB – Winterthur – Romanshorn                         |                |
| IR 90 | Intercity (SBB) | Genève-Aéroport – Genève-Cornavin – Lausanne – Montreux – Martigny – Sion – Brig |                |